# Alchemilla geranioides
Alchemilla geranioides é uma espécie de rosácea do gênero Alchemilla, pertencente à família Rosaceae.